# Liste der Naturdenkmäler in St. Christina in Gröden
Die Liste der Naturdenkmäler in St. Christina in Gröden (ladinisch Santa Cristina Gherdëina, italienisch Santa Cristina Valgardena) enthält die sieben als Naturdenkmal ausgewiesenen Objekte auf dem Gebiet der Gemeinde St. Christina in Gröden in Südtirol.
Basis ist das im Internet einsehbare offizielle Verzeichnis der Naturdenkmäler in Südtirol (Stand: 23. Januar 2015). Dabei kann es sich um botanische, geologische oder hydrologische Naturdenkmäler handeln. Die Reihenfolge in dieser Liste orientiert sich an der ID, alternativ ist sie auch nach dem Namen sortierbar.

## Liste
| Foto |                 | Name                                                         | Standort                     | Beschreibung |
| ---- | --------------- | ------------------------------------------------------------ | ---------------------------- | --- |
| ja   | Datei hochladen | Bosch dala Crëusc ID: 079_G01                                | 46° 35′ 27″ N, 11° 43′ 55″ O | Botanisches Naturdenkmal: kleiner, hauptsächlich aus Zirben bestehender Wald mit vielen Blumen- und Beerenarten                                                                         |
| ja   | Datei hochladen | Lech da Rijeda ID: 079_G02                                   | 46° 35′ 32″ N, 11° 44′ 25″ O | Hydrologisches Naturdenkmal: von unterschiedlich breitem Verlandungsgürtel umgebener See                                                                                                |
| ja   | Datei hochladen | Lech Sant ID: 079_G03                                        | 46° 35′ 11″ N, 11° 43′ 46″ O | Hydrologisches Naturdenkmal: an seinen Rändern stark versumpfter See, mit Schnabel-Segge bewachsener Verlandungsgürtel                                                                  |
| ja   | Datei hochladen | Lech da Trëbe ID: 079_G04                                    | 46° 35′ 11″ N, 11° 43′ 55″ O | Hydrologisches Naturdenkmal: kleiner See neben dem Lech Sant zwischen Weide und Wald |
| ja   | Datei hochladen | Pra dl Mandl ID: 079_G05                                     | 46° 35′ 7″ N, 11° 44′ 19″ O  | Hydrologisches Naturdenkmal: Niedermoor, im östlichen Teil kleine Wasserfläche |
| ja   | Datei hochladen | Wasserfall Tervela ID: 079_G06                               | 46° 33′ 19″ N, 11° 43′ 10″ O | Hydrologisches Naturdenkmal: etwa 35 Meter hoher Wasserfall, unterhalb ein mit etwa 12 Meter Höhe kleinerer Wasserfall                                                                  |
| ja   | Datei hochladen | Wasserfall Pilon ID: 079_G07                                 | 46° 33′ 38″ N, 11° 42′ 39″ O | Hydrologisches Naturdenkmal: etwa 20 Meter hoher Wasserfall |
| ja   | Datei hochladen | Cunfinbodenquellen mit entsprechendem Banngebiet ID: 033_L08 | 46° 32′ 0″ N, 11° 42′ 7″ O   | Hydrologisches Naturdenkmal: zwei gefasste Quellen; die zweite Quelle befindet sich auf 46° 32′ 6,8″ N, 11° 42′ 9,7″ O; das Banngebiet umfasst das gesamte Langkofel- und Plattkofelkar |

| Foto: | Fotografie des Naturdenkmals. Klicken des Fotos erzeugt eine vergrößerte Ansicht. Daneben finden sich zwei Symbole: |
| ID    | Identifikator bei der Abteilung Natur, Landschaft und Raumentwicklung der Südtiroler Landesverwaltung               |